# Karl von Varnbüler (Politiker, 1809)

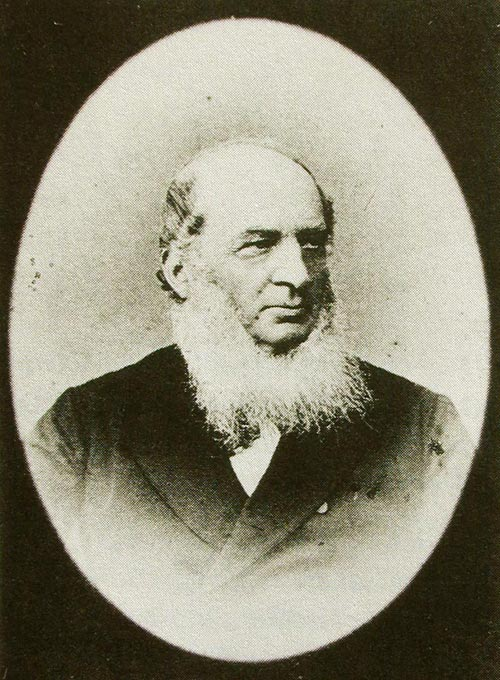
Karl von Varnbüler um 1880

Freiherr Friedrich Karl Gottlob Varnbüler von und zu Hemmingen (* 13. Mai 1809 in Hemmingen; † 26. März 1889 in Berlin) war ein deutscher Politiker, württembergischer Staatsminister und Mitglied des Reichstags.

## Leben
Karl von Varnbüler aus dem württembergischen Adelsgeschlecht Varnbüler kam am 13. Mai 1809 auf dem väterlichen Gut Hemmingen zur Welt. Seine Eltern waren Karl Freiherr von Varnbüler von und zu Hemmingen (1776–1832), königlich württembergischer Geheimer Rat und Finanzminister (1827–1832) sowie Nachfahre des württembergischen Politikers und Diplomaten Johann Konrad Varnbüler (1595–1657), und Friederika, geborene Freiin von Woellwarth-Polsingen (1776–1818), einer Hofdame der Herzogin Sophie Albertine von Württemberg.
Nach dem Besuch des Gymnasiums in Stuttgart studierte Varnbüler an der Eberhard Karls Universität Tübingen und der Humboldt-Universität zu Berlin Rechts- und Staatswissenschaften. Von 1838 bis 1839 war er Assessor bei der württembergischen Kreisregierung in Ludwigsburg. Dann widmete er sich der Bewirtschaftung seiner Güter und galt bald als einer der besten Landwirte Württembergs. Lange Jahre bis zu seinem Tode war Varnbüler Vorsitzender des landwirtschaftlichen Vereins im Oberamt Leonberg und bemühte sich, die Berufsgenossen zu Verbesserungen des landwirtschaftlichen Betriebs zu veranlassen.
Am 15. Oktober 1835 heiratete er in Augsburg die Patriziertochter Henriette Freiin von Süßkind (* 15. Oktober 1815; † 21. Mai 1902), mit der er sieben Kinder hatte:
- Anna (1836–1925), ⚭ I. Friedrich Schott von Schottenstein (Großeltern von Friedrich von Prittwitz und Gaffron), II. Caesar von Hofacker (Großeltern von Caesar von Hofacker jr.)
- Konrad (1837–1881), königlich württembergischer Legationsrat, ⚭ Bertha Freiin von Gemmingen-Hornberg
- Eberhard (1838–1841)
- Hildegard (1843–1914), ⚭ Karl von Spitzemberg (1826–1880); sie wurde als Freundin Bismarcks und Verfasserin eines berühmten Tagebuches über die Gesellschaft des Kaiserreichs bekannt.
- Sophie (1844–1876), ⚭ Nikolaus von Below (1837–1919)
- Elisabeth (1846–1910), ⚭ Hermann Freiherr von Erffa (1845–1912)
- Axel (1851–1937)

Die Leitung einer von seinem Schwiegervater, Baron von Süßkind, geerbten Maschinenfabrik in Wien in den Jahren von 1849 bis 1853 verschaffte ihm auch eingehende Erfahrungen in der Industrie.
Ein unehelicher Sohn Varnbülers war der Schriftsteller Gustav Meyrink, der einer Liaison mit der Schauspielerin Marie Meyer entstammte.
Seine Schwester Ernestine (1813–1862) heiratete 1831 Graf Götz Christoph von Degenfeld-Schonburg (1806–1895), württembergischer Offizier und Adjutant des Königs. Mit ihm zusammen trat sie 1853 zum katholischen Glauben über.

## Politischer Werdegang
Als Vertreter der Ritterschaft des Neckarkreises besaß Varnbüler von 1845 bis 1849 und von 1851 bis zu seinem Tod ein Mandat in der Zweiten Kammer des Württembergischen Landtags. 1848 war er Mitglied des Vorparlaments. Als gewandter Debattenredner wurde Varnbüler bald Mitglied aller wichtigen Kommissionen, welche ihn öfter, insbesondere in volkswirtschaftlichen Fragen, zum Referenten ernannten. Am 21. September 1864 berief der eben zur Regierung gelangte König Karl Varnbüler zum Minister des Auswärtigen. Zwischen 1864 und 1870 war er de facto leitender Minister und als solcher Nachfolger Lindens. Schon im Jahre 1864 vereinigte Varnbüler die Verwaltung der Eisenbahnen mit dem Außenministerium und kümmerte sich um den weiteren Ausbau des württembergischen Eisenbahnnetzes. Als im Jahre 1866 der Deutsche Krieg zwischen Österreich und Preußen ausbrach, entschied sich Varnbüler für ein Bündnis Württembergs mit Österreich. Nach dem Sieg Preußens entsandte König Karl den Prinzen Friedrich und Varnbüler im Juni 1866 ins preußische Hauptquartier nach Nikolsburg. Von Nikolsburg ging Varnbüler nach Würzburg, um selbst am Abschluss des mit General von Manteuffel zu vereinbarenden Waffenstillstands teilzunehmen. Am 5. August forderte Otto von Bismarck die süddeutschen Staaten auf, zu Friedensverhandlungen entsprechend bevollmächtigte Gesandte nach Berlin zu schicken. Varnbüler begab sich sofort auf die Reise. Bereits nach einer Woche, am 13. August, war der württembergische Friedensschluss mit Preußen perfekt.
Das Bestreben, die Kompetenz des Zollparlaments zu erweitern und aus dem „Zollparlament“ ein „Vollparlament“ werden zu lassen, fand in Varnbüler einen entschiedenen Gegner. Bei den Zollparlamentswahlen unterlag die Deutsche Partei in allen 17 württembergischen Wahlkreisen. Varnbüler selbst wurde im Wahlkreis Württemberg 4 (Blaubeuren, Kirchheim, Urach) als Zollparlamentsabgeordneter gewählt. Die von der Demokratischen Partei verlangte Vereinigung der süddeutschen Staaten zum sogenannten Südbund lehnte er ab. Gleichzeitig betonte er die feste Absicht der württembergischen Regierung, die Verträge mit Preußen loyal einzuhalten. Am 23. März 1870 ernannte der König den Außenminister als Nachfolger von Ludwig von Golther zum Präsidenten des Geheimen Rats. Einige Wochen nach Ausbruch des Deutsch-Französischen Kriegs wurde er am 31. August 1870 pensioniert.
Als sein Nachfolger als leitender Minister kann Hermann von Mittnacht (1825–1909) angesehen werden. Den Sieg der deutschen Staaten im Krieg gegen Frankreich nahm Varnbüler mit patriotischer Genugtuung zur Kenntnis. Im Jahre 1872 wurde er im Wahlkreis Württemberg 2 (Cannstatt, Ludwigsburg, Marbach, Waiblingen) in den Reichstag gewählt und besaß das Mandat bis zum Jahre 1881.
Im Reichstag war er Mitglied der Deutschen Reichspartei, für die er auch mehrmals ans Rednerpult trat. Bismarck bekam von ihm Mitte 1878 einen vollständig ausgearbeiteten Plan über die Zoll- und Steuerreform in Form einer Denkschrift überreicht.  Auch nach dem Verlust seines Reichstagsmandats im Jahre 1881 verfolgte Varnbüler die Reichspolitik mit großem Interesse und äußerte sich wiederholt durch Artikel in der freikonservativen Zeitschrift Die Post zu politischen Tagesfragen. Ansonsten nahm er bis wenige Monate vor seinem Tod regen Anteil an den Verhandlungen im württembergischen Landtag und widmete sich mit altem Eifer der Bewirtschaftung seiner Güter. Er ließ das Hemminger Schloss neugotisch umbauen und legte einen englischen Garten an.

## Ehrungen
- 1865 erhielt von Varnbüler das Großkreuz des Friedrichs-Ordens,
- 1866 das Großkreuz des Ordens der Württembergischen Krone,
- 1867 das Großkreuz des Ordens vom Zähringer Löwen.[5]
- Nach Abschluss der Zolltarifreform wurde ihm der preußische Kronenorden I. Klasse verliehen.
- Nach der Fertigstellung der Arbeitersiedlung des Postdörfle in Stuttgart im Jahr 1871 wurde die Siedlung im Volksmund nach Varnbülers Familiensitz in Hemmingen Kleinhemmingen genannt (Varnbüler war einer der Hauptinitiatoren des Postdörfle).
- 1897 wurde in Stuttgart-Nord eine Straße in Varnbülerstraße benannt.

## Werke (Auswahl)
- Ueber das Bedürfniß einer Gewerbegesetzgebung. Nebst einigen Bemerkungen über Güterzerstückelung und Verehlichungsbeschränkung. Cotta, Stuttgart und Tübingen 1847.
- Über die Frage eines deutschen Heimathrechtes. Schaber, Stuttgart und Oehringen 1864. pdf bei google
- Soll das Reich die deutschen Eisenbahnen erwerben? Hallberger, Stuttgart 1876.